# Mézos
Mézos ist eine französische Gemeinde mit 855 Einwohnern (Stand 1. Januar 2022) im Département Landes in der Region Nouvelle-Aquitaine (vor 2016: Aquitanien). Die Gemeinde gehört zum Arrondissement Mont-de-Marsan und zum Kanton Côte d’Argent.
Der Name in der gascognischen Sprache lautet Mesòs. Er hat seinen Ursprung vermutlich als Ableitung des lateinischen Vornamens Mettius.
Die Einwohner werden Mézossais und Mézossaises  genannt.

## Geographie
Mézos liegt ca. 60 km nordwestlich von Mont-de-Marsan und ca. 13 km von der Küste entfernt im Landstrich Pays de Born der historischen Provinz Gascogne.
Umgeben wird Mézos von den Nachbargemeinden:
| Bias                 | Mimizan Saint-Paul-en-Born                  | Escource       |
| Saint-Julien-en-Born | Kompassrose, die auf Nachbargemeinden zeigt | Onesse-Laharie |
| Uza                  | Lévignacq                                   | Lesperon       |

Mézos liegt im Einzugsgebiet des Küstenflusses Courant de Contis. Der Ruisseau d’Onesse, auch Courlis genannt, ist ein Nebenfluss des Courant de Contis und durchquert das Gebiet der Gemeinde ebenso wie seine Zuflüsse,
- der Ruisseau de Harencin,
- der Ruisseau de Lapendille,
- der Ruisseau de Guiroch, der in Mézos entspringt,
- der Ruisseau de Mistre, der in Mézos entspringt,
- der Ruisseau de Cursan, der in Mézos entspringt,
- der Ruisseau de Ninicq, der in Mézos entspringt,
- der Ruisseau de la Tuilerie, der in Mézos entspringt,
- der Ruisseau de Jacon, der in Mézos entspringt,
- der Ruisseau de Châton
- der Ruisseau de Larden, der auch Ruisseau de Capas genannt wird und in Mézos entspringt, und
- der Ruisseau de la Lande, der auch Ruisseau de Bidon genannt wird und in Mézos entspringt.[4]

## Geschichte
Das Gebiet der Gemeinde war bereits in der gallorömischen Zeit besiedelt. Fragmente einer römischen Mühle, die sich an der Grenze zur heutigen Nachbargemeinde Onesse-Laharie befand, werden im Museum Borda in Dax aufbewahrt. Einige Archäologen, darunter Eugène Dufourcet, erwähnten eine römische Straße, die das Dorf durchquerte. Die Siedlung Mézos gab es mindestens seit dem 11. Jahrhundert, als dort eine Kapelle errichtet wurde. Eine erstmalige Erwähnung in den Aufzeichnungen erfolgte am 22. November 1253 unter der Regentschaft des englischen Königs Heinrich III. in einer Urkunde zugunsten eines Jehan de Mésoz. Die Pfarrgemeinde zählte mindestens drei adelige Grundherrenfamilien, Castéja, Vignaux, Sourgen. Das Adelshaus der Castéja wurde in den Jahren 1314 und 1315 in den Rôles gascons erwähnt. Eine gleichnamige Burg wurde in dieser Zeit am Rand des Gemeindegebiets errichtet. Einer Legende nach verband ein Kellergang die Burg mit der Nachbargemeinde Saint-Julien-en-Born, ein weiterer führte zum Fluss Courlis. Diese dienten als Notausgänge für die Bevölkerung im Falle eines Angriffs.
Eine Eisenbahnlinie der Compagnie des voies ferrées des Landes verband ab 1910 das Quartier Lisacq von Mézos mit Bias und Labouheyre. Der Verkehr war sehr schwach, denn es wurden nur kleine Siedlungen durchquert. Im April 1950 wurde der Personenverkehr auf der 27,8 km langen Strecke eingestellt, im April 1969 der Güterverkehr. Die Schienen wurden entfernt und die Trasse wurde zum Forstweg umgewandelt.
Eine weitere Linie dieser Eisenbahngesellschaft verband Morcenx mit Saint-Julien-en-Born über Mézos, in dessen Zentrum sich ein Bahnhof befand. Der Streckenabschnitt nach Morcenx wurde 1889 eröffnet, der nach Saint-Julien-en-Born im Jahre 1908. Dies ergab eine bemerkenswerte Dichte von Eisenbahnstrecken in diesem Teil der Landes in der Zeit vor dem Ersten Weltkrieg. Mit der Verbindung nach Morcenx wurde diese Nebenlinien an die 1854 eröffnete Hauptverbindung von Bordeaux nach Dax angeschlossen. Aufgrund der teils sandigen, teils sumpfigen Böden war es in jener Zeit leichter, eine Eisenbahntrasse zu bauen als eine Landstraße. Der Aufschwung der lokalen Wirtschaft durch die Anpflanzung von Kiefern erforderte das Anlegen von Transportwegen. Wegen der Entwicklung von Bussen, die einen schnelleren Transport ermöglichten, wurde der Personenverkehr auch auf dieser Linie im April 1950 eingestellt, der Güterverkehr im Juli 1969.

### Einwohnerentwicklung
Nach Beginn der Aufzeichnungen stieg die Einwohnerzahl bis zur Mitte des 19. Jahrhunderts auf rund 1820 Einwohner an. In der Folgezeit sank die Größe der Gemeinde bei kurzen Erholungsphasen bis zur Jahrtausendwende auf rund 820 Einwohner, bevor sie sich auf einem Niveau von rund 850 stabilisieren konnte.
| Jahr      | 1962 | 1968 | 1975 | 1982 | 1990 | 1999 | 2006 | 2010 | 2022 |
| --------- | ---- | ---- | ---- | ---- | ---- | ---- | ---- | ---- | ---- |
| Einwohner | 1116 | 1016 | 939  | 810  | 851  | 817  | 845  | 854  | 855  |

## Sehenswürdigkeiten

### PfarrkircheSaint-Jean-Baptiste

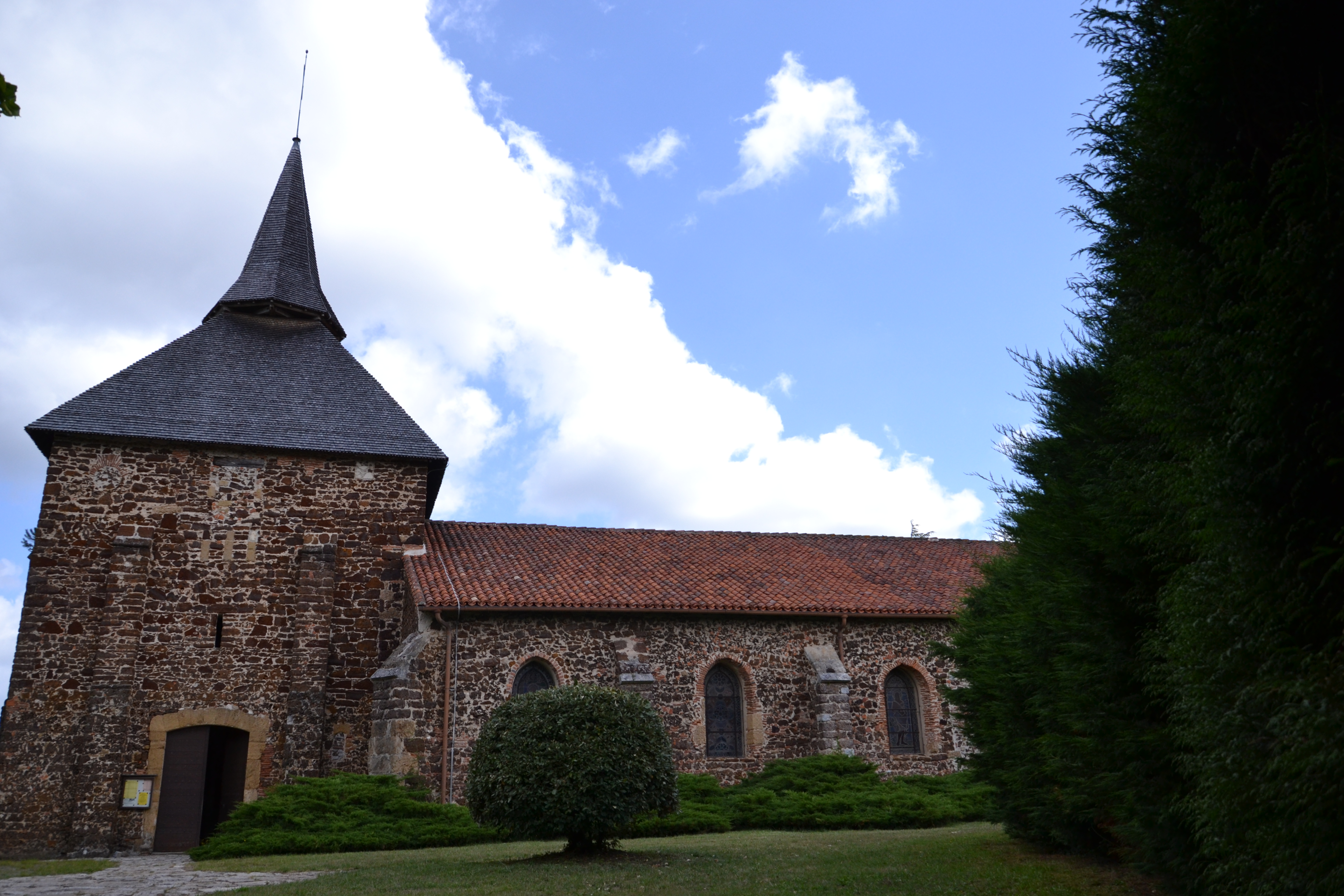
Pfarrkirche Saint-Jean-Baptiste

Im 12. Jahrhundert wurde eine erste romanische Wehrkirche von den Kommandeuren des Malteserordens errichtet. Die ehemaligen Schießscharten sind heute noch am Glockenturm zu erkennen. Im 14. Jahrhundert wurde die Kirche neu gebaut. Die Kreuzrippengewölbe im Hauptschiff und im Chor entstanden im 15. Jahrhundert. Das nördliche der beiden Seitenschiffe des Langhauses wurde zwischen 1862 und 1874 vom Unternehmer Lamothe nach Plänen des Architekten Alexandre Ozanne errichtet. Der neugotische Eingang an der Südseite des Glockenturms wurde gegen 1913 zugemauert und 1969 wieder geöffnet. Der ursprüngliche, polygonale Helm des Glockenturms wurde vermutlich 1911 durch eine viereckige Glockenkammer mit Obergaden ersetzt. 1969 wurde die Bauweise des Turms wieder in den Ursprungszustand versetzt. Das dreischiffige Langhaus mit einer Länge von vier Jochen läuft in einen Chor mit einer halbrunden Apsis aus, an die sich südlich die Sakristei anschließt. Die Wände des Gebäudes sind aus Garluche, dem eisenhaltigen Sandstein der Landes, gebaut. Die spitzbogenförmige Fenster sind mit Ziegelsteinen eingefasst. Das Dach des Langhauses ist mit Hohlziegeln gedeckt, das des Glockenturms mit Schindeln aus Kastanienholz. Die Kirche ist seit dem 13. Februar 1969 als Monument historique eingeschrieben.
Die meisten Ausstattungsgegenstände der Kirche, die aus der Zeit des Ancien Régime stammten, gingen während der Französischen Revolution verloren. Deshalb datiert der Großteil des heutigen Mobiliars aus der Mitte des 19. Jahrhunderts. Eine Ausnahme bildet ein relativ kleines Ölgemälde (6,5 cm × 18,5 cm) im Stil des 17. Jahrhunderts, das aber vermutlich im darauf folgenden Jahrhundert von unbekannter Herkunft entstanden ist. Es zeigt die Szene der Auferweckung von Lazarus. Zwei Wandgemälde sind 1924 entstanden, Werke vom Bordelaiser Maler Ernest Leduc und dem ansonsten unbekannten Künstler L. Gouillaud. Sie stellen Jesus dar, wie er Kinder segnet bzw. wie er predigt, möglicherweise bei der Bergpredigt.

### Schloss Castéja
Es wurde auf einer ehemaligen Motte errichtet und war im Besitz der Familie Biaudos de Castéja von 1598 bis 1834, bevor es in der Folgezeit viele weitere Besitzer sah. Es besaß eine Zugbrücke, eine Kapelle, Pferdeställe und heute nicht mehr vorhandene Kellergänge. Das Landgut erstreckte sich über 2.500 Hektar auf den Gebieten der Gemeinden Mézos, Saint-Julien-en-Born und Lévignacq. Es befindet sich heute in Privatbesitz und ist der Öffentlichkeit nicht zugänglich.

### KapelleSaint-Pierre

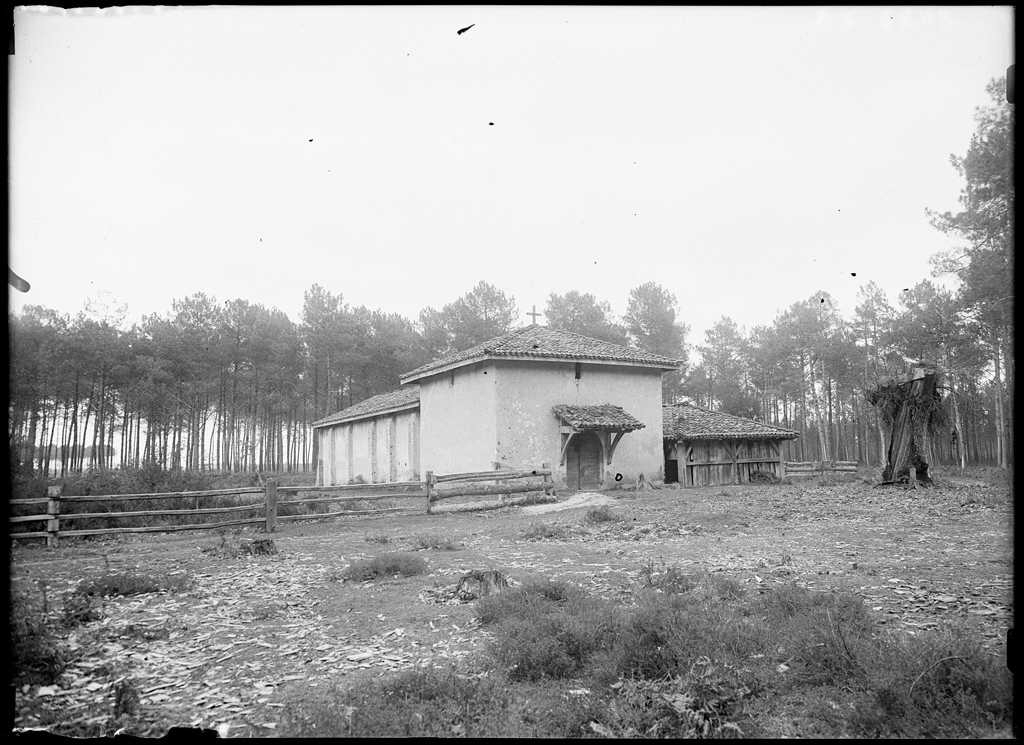
Kapelle Saint-Pierre im Jahre 1906

Sie wurde im 11. Jahrhundert auf einem Weg gebaut, der von Pilgern auf dem Jakobsweg nach Santiago de Compostela genutzt wurde. Die Kapelle wurde von einem Mönch bewohnt, um sie zu pflegen und die Pilger zu empfangen. Bis zum 19. Jahrhundert waren außerdem Gläubige gekommen, um die Nacht zu Pfingsten dort zu übernachten, bevor der Bischof diese nächtlichen Zusammenkünfte untersagte. Im Jahre 1979 stürzte der Dachstuhl unter einer Schneelast zusammen und das Gebäude verkam zur Ruine, dessen Besitzer keine Anstalten machte, den Verfall zu verlangsamen.

### Quelledes Argileyres
Sie befindet sich unweit der Kapelle Saint-Pierre am östlichen Rand des Gemeindegebiets, auf dem gleichen Pilgerweg und es ist wahrscheinlich, dass sie zu dem gleichen Landgut wie die Kapelle gehörte. Die heilende Wirkung des Wassers beruht auf den Gehalt von Eisen und Schwefel. Zu der Quelle gehört ein Altar aus Garluche, der ein Bleigefäß mit den Namen der Eigentümer und der Handwerker und Freiwilligen birgt, die 1973 die Quelle angelegt haben. Am Austritt der Quelle befindet sich außerdem eine Marienstatue. Dennoch ist die Quelle der heiligen Rosa von Viterbo gewidmet. Die Heilwirkung wird speziell bei Hautkrankheiten in Anspruch genommen, Mykosen der Haut, Impetigo contagiosa, Ekzeme, Ulcera und anderen Hautinfektionen. Ein überlieferter Ritus schreibt neben den Trinken und Waschen das Auftragen auf den erkrankten Stellen mit einem nassen Wäschestück vor, das an der Quelle zum Trocknen aufgehängt wird und nicht wieder berührt werden soll, weil es die Krankheit in sich trage.

## Wirtschaft und Infrastruktur
Die Landwirtschaft basiert seit Jahrhunderten auf Ackerbau, Bienenzucht und der Bewirtschaftung des Kiefernwaldes. Ein Fischzuchtbetrieb am Fluss Courlis komplettiert diese Diversität.

### Bildung
Die Gemeinde verfügt über eine öffentliche Vor- und Grundschule.

### Sport und Freizeit
- Ein Lehrpfad im Zentrum der Gemeinde informiert die Besucher auf 2 km mit illustrierten Schautafeln über die Flora und Fauna der Region. Die Zone am Ufer des Courlis ist ein ausgewiesenes Gebiet im Rahmen der Natura 2000.[22]

- Ein Rundweg mit einer Länge von 11 km führt vom Zentrum von Mézos durch das Gebiet der Gemeinde.[23]

### Verkehr
Mézos ist über die Routes départementales 38, 63, 66, 166, 167 und 367 mit den Nachbargemeinden verbunden.